# Organización Internacional de Intersexuales
La Organización Internacional de Intersexuales (OII) es un grupo mundial de defensa y apoyo para personas con rasgos intersexuales. Según Milton Diamond es la organización de personas intersexuales más grande del mundo. Una red descentralizada, OII fue fundada en 2003 por Curtis Hinkle. Tras la jubilación de Hinkle, la activista intersexual estadounidense Hida Viloria se desempeñó como presidenta desde abril de 2011 hasta noviembre de 2017, cuando renunció para centrarse en la transición de OII-USA, afiliada estadounidense de OII, a la organización estadounidense independiente sin fines de lucro, Intersex Campaign for Equality.

## Misión
OII se estableció para dar voz a las personas intersexuales, incluidas aquellas que hablan idiomas distintos al inglés, para personas nacidas con cuerpos que tienen características sexuales atípicas, como gónadas, cromosomas y/o genitales. OII reconoce la intersexualidad como una variación biológica humana normal y rechaza la terminología de trastorno, utilizada por algunos otros grupos intersexuales, así como la sexualización de la intersexualidad. Reconocen la sexualidad distintiva propia de las personas intersexuales, como personas que pueden identificarse como homosexuales, lesbianas, bisexuales, queer, trans, heterosexuales u otros, en alianza con otros miembros de la población LGBTI.
La socióloga Georgiann Davis describe a OII y la (ahora desaparecida) Intersex Society of North America como "organizaciones activistas". El objetivo de OII es lograr la igualdad y los derechos humanos de las personas intersexuales y poner fin a las violaciones de derechos humanos en su contra, en particular la práctica de cirugías genitales no consentidas en bebés y menores. El ethos del grupo es que las personas tendrán puntos de vista diferentes según corresponda al individuo; esto a menudo implica tratar como opcionales categorías construidas social y médicamente, como los géneros binarios y las identificaciones sexuales; la identidad del ser humano visto como la identidad fundamental.

## Afiliados
Los afiliados incluyen organizaciones en las regiones de habla china, francesa y española, Australia y Europa. En noviembre de 2017, la antigua afiliada estadounidense, OII-USA, anunció que había dejado OII. Incluyen:

### Collectif intersexes et allié.e.s - OII France
En 2016, Loé Petit y Lysandre Nury establecieron OII en Francia como Collectif intersexes et allié.e.s.

### InterAction Suisse
En 2017, Audrey Aegerter y Deborah Abate establecieron InterAction Suisse en Suiza.

### Intersex Human Rights Australia
Intersex Human Rights Australia, anteriormente conocida como OII Australia, es una compañía benéfica que ha logrado contribuciones notables a las políticas nacionales de salud y derechos humanos, incluida la inclusión de personas intersexuales en la legislación contra la discriminación, el reconocimiento de género, el acceso a la atención médica y contribuciones al informe del Senado de Australia sobre la "esterilización involuntaria o forzada de personas intersexuales en Australia". Los miembros notables incluyen a los copresidentes Morgan Carpenter y Tony Briffa, y la presidenta jubilada Gina Wilson.

### Intersex Russia
OII Rusia, también conocida como Intersex Rusia (en ruso: Интерсекс Россия), con sede en Moscú, Rusia, fue fundada en 2017. Representantes notables incluyen a Irene Kuzemko, una de las pocas personas intersexuales abiertas en Rusia y cofundadora de OII Rusia.

### Intersex South Africa
Fundada por Sally Gross, Intersex South Africa es una organización afiliada autónoma. El trabajo de defensa de Sally Gross condujo al primer reconocimiento legal de la intersexualidad en cualquier país del mundo.

### OII Alemania
OII Alemania, también conocida como Internationale Vereinigung Intergeschlechtlicher Menschen, participa en acciones nacionales y europeas que promueven los derechos humanos y la autonomía corporal. En septiembre de 2013, la Fundación Heinrich Böll publicó Human Rights between the Sexes, un análisis de los derechos humanos de las personas intersexuales en 12 países, escrito por Dan Christian Ghattas de OII-Alemania.

### Oii-Chinese
Oii-Chinese (國際陰陽人組織 — 中文版) tiene como objetivo poner fin a las cirugías de "normalización" en niños intersexuales, promover la conciencia sobre los problemas intersexuales y mejorar el reconocimiento del género por parte del gobierno. Chiu dice que las prácticas quirúrgicas de "normalización" comenzaron en Taiwán en 1953. Como parte de esta misión, el fundador Hiker Chiu inició una campaña de "abrazos gratis con personas intersexuales" en el Desfile del Orgullo LGBT de Taipéi en 2010. La organización también da conferencias y presiona al gobierno.

### OII Europa
Fundada en 2012 en el Segundo Foro Intersex Internacional, OII Europa es la primera ONG intersex europea. Junto con ILGA-Europa, la organización contribuyó a la Resolución 1952 (2013) de la Asamblea Parlamentaria del Consejo de Europa, sobre el Derecho de los Niños a la Integridad Física, adoptada en octubre de 2013. Representantes notables incluyen al director ejecutivo Dan Christian Ghattas, los copresidentes Kitty Anderson y Miriam van der Have y Kristian Ranđelović.

### OII-Francophonie
OII-Francophonie fue la OII original, con sede en Quebec y París, de donde deriva el título francés Organisation Intersex International, y fundada por Curtis Hinckle, Andre Lorek y Vincent Guillot (entre otros) entre 2003 y 2004. OII-Canadá fue la primera El afiliado de OII se incorporará legalmente en 2004. OII-Francophonie organizó una escuela de verano en París en 2006, con representantes de Canadá, Francia, Bélgica y el Reino Unido, incluidos Vincent Guillot, Cynthia Krauss y Paula Machado.

### OII-UK
OII-UK fue establecida entre 2004 y 2005 por Tina Livingstone, Michelle O'Brien y Sophia Siedlberg. OII-UK participó activamente en la representación de los intereses de las personas intersexuales en conferencias, reuniones y foros europeos y del Reino Unido entre 2005 y 2010. Después de una breve pausa en 2010 debido a la renuncia de miembros por motivos de salud o migración, OII-UK volvió a estar activa, dirigido por Leslie Jaye.